# Guardia Perticara
Guardia Perticara ist eine süditalienische Gemeinde (comune) in der Provinz Potenza in der Basilikata und zählt 526 Einwohner (Stand am 31. Dezember 2023). Die Gemeinde liegt etwa 39,5 Kilometer südöstlich von Potenza und grenzt unmittelbar an die Provinz Matera.
Guardia Perticara gehört zur Vereinigung I borghi più belli d’Italia (Die schönsten Orte Italiens).

## Verkehr
In Guardia Perticara kreuzen sich die Strada Statale 92 dell'Appennino Meridionale von Potenza nach Villapiana mit der Strada Statale 103 di Val d'Agri von Montesano sulla Marcellana nach Craco.